# Deutsche Frühstücksei
Die Deutsche Frühstücksei GmbH ist eine deutsche Unternehmensgruppe der Lebensmittelindustrie und der größte Eierproduzent Europas. Insgesamt hält die Gruppe etwa 16 Millionen Hühner in Kleingruppenhaltung, Boden- und Freilandhaltung in 20 Betrieben.
Die Deutsche Frühstücksei entstand 1996 als Zusammenschluss mehrerer Unternehmen und Privatpersonen zur Übernahme des damals größten deutschen Hühnereiunternehmens von Anton Pohlmann. Sie weist eine starke vertikale Integration auf und verfügt über eine voll integrierte Eierproduktion. Dazu zählen ein Mischfutterwerk, Elterntieraufzuchten und -haltung, eine Brüterei, Aufzuchtbetriebe, Legehennenfarmen, Packstellen, eine Eier-Färberei sowie ein Eiproduktenwerk.
Das Unternehmen ist wiederholt in die Kritik geraten wegen Schadstoffen in Eiern und Tierquälerei-Vorwürfen.

## Geschichte
Die Unternehmensgruppe Deutsche Frühstücksei wurde 1996 als Zusammenschluss mehrerer Unternehmen und Privatpersonen gegründet. Grund des Zusammenschlusses war die beabsichtigte Übernahme des damals mit 4,5 Millionen Legehennen größten deutschen Hühnereiunternehmens des „Hühnerbarons“ Anton Pohlmann, gegen den zu dem Zeitpunkt Ermittlungen wegen Tierquälerei liefen. Die Übernahme erfolgte Anfang Februar 1996 für gut 300 Millionen D-Mark. Damit avancierte die Deutsche Frühstücksei zum Marktführer mit 75 % Marktanteil in Deutschland, während der Verkäufer Pohlmann nur wenige Stunden nach dem Besitzerwechsel wegen Fluchtgefahr festgenommen und später verurteilt wurde.
Bis 2007 war der Konzern für fünf Jahre an der Heidegold Holding GmbH & Co. KG beteiligt, die laut Foodwatch Report 2015 die aktuelle Nummer zwei auf dem deutschen Eiermarkt ist.
Im Jahr 2007 übernahm die Deutsche Frühstücksei das Unternehmen Wiesengold und wurde so zu Europas größtem Eierproduzent und Vermarkter für Bioeier.
2022 war die Deutsche Frühstücksei von der Vogelgrippe betroffen, als Konsequenz musste ein großer Legehennen-Bestand der Unternehmensgruppe gekeult werden.

### Gesellschafter
Zu den Gründungsgesellschaftern zählten die 1974 gegründete Eifrisch Vermarktung GmbH mit Sitz in Lohne, die 1990 gegründete Deutsche Frühstücksei-Erzeuger GmbH mit Sitz in Berlin und Paul von Lehmden.
Während der weiteren Entwicklung des Unternehmens wurde der Gesellschafterkreis wiederholt neu geordnet. Zwischenzeitig hielt das Unternehmen All-Contract Gesellschaft für Unternehmensvermittlung mbH aus Oldenburg den größten Anteil (50 %) am 30-Millionen-Euro-Stammkapital, weitere Gesellschafter waren die Uhlenberg Frischei GmbH aus Barßel (21 %) sowie die von Lehmden Beteiligungs GmbH aus Lohne, die Aloys Hinxlage Holding GmbH aus Garrel, die Werner Schockemöhle Verwaltungsgesellschaft mbH aus Lohne und die P+P Beteiligungsgesellschaft mbH aus Lohne (zusammen 29 %). Die All-Contract Gesellschaft für Unternehmensvermittlung mbH und die Uhlenberg Frischei GmbH gehörten wiederum Rolf Janßen aus Oldenburg, womit dieser über insgesamt 71 % der Anteile an der Deutsche Frühstücksei verfügte.
Nach einer erneuten Neuordnung im Jahr 2020 hielt die Familie vom Lehmden als größte Gesellschafter über die Firmen von Lehmden Beteiligungs GmbH & Co KG und Agrico die Hälfte am Gesellschafterkapital.

### Leitung
Der erste Geschäftsführer der Deutschen Frühstücksei von der Gründung 1996 bis April 2012 war Aloysius Grote, der zuvor auch schon Geschäftsführer für Anton Pohlmann war. Von 2012 bis 23. Oktober 2013 war Dietmar Tepe Geschäftsführer, anschließend bis 2017 Hermann Pulsfort. Von 2017 bis 2019 war Alexander Drees Geschäftsführer, in den Jahren 2018 und 2019 gemeinsam mit Lars Bohne. Seit 2020 ist Bernhard Hubbermann alleiniger Geschäftsführer.
Eine weitere zentrale Person der Deutschen Frühstücksei war über Jahre hinweg, bis Ende 2012, der Generalbevollmächtigte Gert Stuke.

### Umsatz
Die Deutsche Frühstücksei ist der umsatzstärkste eierproduzierende Konzern in Deutschland.
| Jahr | Umsatz        |
| ---- | ------------- |
| 2011 | 259 Mio. Euro |
| 2012 | 304 Mio. Euro |
| 2013 | 327 Mio. Euro |
| 2014 | 279 Mio. Euro |
| 2015 | 288 Mio. Euro |
| 2016 | 310 Mio. Euro |
| 2017 | 273 Mio. Euro |
| 2018 | 351 Mio. Euro |
| 2019 | 297 Mio. Euro |
| 2020 | 300 Mio. Euro |
| 2021 | 297 Mio. Euro |
| 2022 | 393 Mio. Euro |
| 2023 | 480 Mio. Euro |

## Konzernstruktur

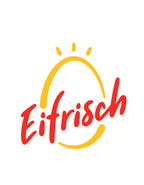
Logo der Konzerntochter Eifrisch

Laut Konzernbilanz umfasst die Unternehmensgruppe 21 Tochterunternehmen mit 51 bis 100 % Anteilen, darunter die Eifrisch-Vermarktung GmbH & Co. KG, die Bio-Geflügelhof Mühlenberg/Dranse GmbH und die DH-Landei GmbH (ehemals Wiesengold Landei GmbH).
Der Konzernsitz und die Verwaltung der Deutschen Frühstücksei befinden sich in Neuenkirchen-Vörden. Ebenfalls in Neuenkirchen-Vörden betreibt die Deutsche Frühstücksei eine Brüterei. In Bramsche-Engter betreibt die Deutsche Frühstücksei ein Mischfutterwerk. Dort verarbeitet die Deutsche Frühstücksei auch Soja aus Brasilien.

### Legehennenhaltung
Zur Haltung von Legehennen besitzt die Unternehmensgruppe mehrere Tochterunternehmen. Dazu zählt die egga Betriebs GmbH in Lohne.
Die Deutsche Frühstücksei produziert Eier in allen Haltungsformen. Die Haltung von Legehennen nach Vorgaben der Öko-Verordnung erfolgt unter anderem über Tochterfirmen unter dem Namen Bio-Geflügelhof: Bio-Geflügelhof Mühlenberg/Dranse GmbH, Bio-Geflügelhof Zum alten See/Zempow GmbH, sowie Bio-Geflügelhof Heidberge/ZAS 1 GmbH und Bio-Geflügelhof Am Wasserwerk/ZAS 2 GmbH in Wittstock/Dosse. Außerdem ist die Deutsche Frühstücksei beteiligt an der Bio-Henne Sachsen GmbH.

### Eier
Die Eifrisch-Vermarktung GmbH und Co. KG mit Sitz in Lohne (Oldenburg) ist vollständig Teil der Unternehmensgruppe Deutsche Frühstücksei. Das Unternehmen ist mit einem Absatz von ca. 2 Milliarden Eiern im Jahr einer der größten Vermarkter von Eiern in Deutschland. Die Eier werden sowohl frisch als auch gekocht vermarktet. Zu den Abnehmern der Eier zählen unter anderem Penny, Kaufland, Aldi Nord, Aldi Süd, Real, Lidl, Netto, Rewe und Edeka.

### Eiprodukte
Die Ovobest Eiprodukte GmbH & Co. KG mit Sitz in Neuenkirchen-Vörden ist vollständig Teil der Unternehmensgruppe Deutsche Frühstücksei. Das Unternehmen verarbeitet Frischeier und vermarktet Eiprodukte, vor allem Vorprodukte (Flüssigei, Rührei, Eipulver etc.) für die Lebensmittelindustrie, aber auch Spezialprodukte beispielsweise für die Pharmaindustrie.
Daneben ist die Deutsche Frühstücksei unternehmerisch auch eng verbunden mit dem Eiprodukthersteller EIPRO-Vermarktung GmbH aus Lohne, an der auch die EW Group beteiligt ist.

## Kritik

### Mit Schadstoffen belastete Eier

#### 1996: Ronidazol
1996 wurde in Eiern der Deutschen Frühstücksei das Antibiotikum Ronidazol festgestellt, das im Verdacht steht Krebs zu erzeugen und dessen Einsatz daher in der Eierindustrie verboten ist. Die Staatsanwaltschaft Oldenburg nahm Ermittlungen auf, der niedersächsische Landwirtschaftsminister Karl-Heinz Funke legte einige Eierfabriken zeitweise still. Die Deutsche Frühstücksei versprach eine schnelle Aufklärung der Unregelmäßigkeiten.

#### 2006: Nikotin-Skandal
Im April 2006 wurde der Nikotin-Skandal um die Deutsche Frühstücksei bekannt. In mehreren der insgesamt 19 Betriebe des Unternehmens waren Nikotin und dessen Abbaustoff Cotinin an Federn von Hühnern und in Eiern festgestellt worden, die Staatsanwaltschaft Oldenburg ermittelte. Das niedersächsische Landwirtschaftsministerium verhängte ein Vermarktungsverbot für Eier der Deutschen Frühstücksei. In der Folge wurden 50.000 Eier zurückgerufen und mehr als 50 Millionen Eier aus 19 Betrieben mit über 100 Ställen vernichtet. Die Deutsche Frühstücksei machte wirtschaftliche Verluste in Millionenhöhe. Zusätzlich beantragte die Staatsanwaltschaft Oldenburg eine Geldstrafe in Höhe von 100.000 Euro, da die Unternehmensgruppe durch die illegalen Praktiken einen Vorteil erlangt hatte.

#### 2017: Fipronil-Skandal
2017 war die Deutsche Frühstücksei in den Fipronil-Skandal involviert. Die Tochterfirma Eifrisch-Vermarktung vertrieb Eier, die mit dem Insektizid Fipronil belastet waren. In der Folge kam es zu Betriebs-Sperrung und Rücknahmen von Eiern.
Im Zuge des Fipronil-Skandals warf die Tierrechtsorganisation PETA der Deutschen Frühstücksei vor, Eier aus den Niederlanden zu beziehen, diese in Deutschland umzuverpacken und teilweise mit Stempel für deutsche Herkunft in den Handel zu geben. Dies habe auch mit Fipronil belastete Eier betroffen.

#### 2017 und 2018: Salmonellen
In den Jahren 2017 und 2018 kam es in Betrieben der Deutschen Frühstücksei wiederholt zum Befall von Eiern mit Salmonellen. Das Tochterunternehmen Eifrisch-Vermarktung führte deswegen sowohl im September 2017 als auch im Juni 2018 (120.000 Bio-Eier), im August 2018 und im Dezember 2018 Rückrufaktionen durch.

### Tierquälerei

#### 2012: Recherchen von die tierfreunde und ARD sowie PETA und ZDF
Im Jahr 2012 strahlte das ARD in der Dokumentation Exklusiv: Wie billig kann Bio sein? sowie in der Sendung FAKT Biologische Tierhaltung und ihre Schattenseiten Aufnahmen der Tierrechtsorganisation die tierfreunde aus. Die Aufnahmen entstanden in Bio-Legehennen-Ställen, deren Eier durch eine Tochter der Deutschen Frühstücksei, Wiesengold, vermarktet wurden. Wiesengold war zu dem Zeitpunkt das größte Mitglied des ökologischen Anbauverbands Naturland, unter dessen Bio-Siegel Eier von Wiesengold vermarktet wurden. Die Aufnahmen zeigten unter anderem tote Hühner am Boden und Tiere mit schweren Verletzungen und ausgerissenen Federn.
Kurze Zeit später veröffentlichte auch die Tierrechtsorganisation PETA Aufnahmen aus Wiesengold-Betrieben, die das ZDF in der Frontal21-Sendung Bio-Eier – Die Lüge vom glücklichen Huhn ausstrahle. Die Aufnahmen zeigten eitrige Wunden, federlose Haut und kotverschmierte Hennen. PETA erhob außerdem den Vorwurf, dass die vorgeschriebene Auslauffläche zwar vorhanden, aber für einen Großteil der Hennen nicht erreichbar sei.
Das Unternehmen versuchte die Verbreitung der Aufnahmen gerichtlich zu verbieten. Das Landgericht gab dem zunächst statt. Nach einer Berufung und anschließender Revision entschied der Bundesgerichtshof 2018, dass die Verbreitung der Filmaufnahmen nicht zu verbieten sei. Das von der Tierrechtsorganisation verfolgte Informationsinteresse der Öffentlichkeit wiege höher als das Interesse des Unternehmens am Schutz ihres sozialen Geltungsanspruchs und ihre unternehmensbezogenen Interessen.

#### 2015: Recherche von Animal Equality
2015 veröffentlichte die Tierschutzorganisation Animal Equality Aufnahmen aus Bio-Legehennen-Ställen der Bio-Geflügelhof Mühlenberg/Dranse GmbH, einer Tochter der Deutschen Frühstücksei. Animal Equality kritisierte, dass nicht die Bedürfnisse der Tiere, sondern das Interesse der Betreiber nach größtmöglichem Profit an erster Stelle stünden. Die Landtagsfraktion der Partei Bündnis 90/Die Grünen Brandenburg bezeichnete die Bilder als schockierend und stellte eine Kleine Anfrage im Landtag Brandenburg.

#### 2017: Recherchen von PETA und Report Mainz
Anfang August 2017 veröffentlichten die Tierschutzorganisation PETA sowie nach Recherchen von Report Mainz die ARD Videoaufnahmen aus Bio-Legehennen-Ställen der Deutschen Frühstücksei. Darin waren zahlreiche stark erkrankte und verletzte Tiere zu sehen, die zu zehntausenden in Käfig- bzw. Bodenhaltung zusammengepfercht sind. In einer Mitteilung von PETA hieß es, „Hühner mit Knochenbrüchen, Entzündungen und Parasiten prägen das Bild in den Ställen“. Die Organisation erstattete Anzeige wegen Verstoßes gegen das Tierschutzgesetz. Die Staatsanwaltschaft nahm in der Folge Ermittlungen gegen die Deutsche Frühstücksei auf. PETA protestierte in Neuenkirchen, wo sich der Sitz der Deutschen Frühstücksei befindet, und warf dem Unternehmen vor, die Käfighaltung unter dem beschönigenden Namen „Kleingruppen“ weiterzuführen.
Die Deutsche Frühstücksei erwirkte 2017 im Eilverfahren vor dem Landgericht Hamburg ein Verbot der Verbreitung der Aufnahmen per einstweiliger Verfügung. Das Oberlandesgericht Hamburg hob das Verbot 2018 auf Antrag von PETA wieder auf. 2019 klagte die Deutsche Frühstücksei im Hauptsacheverfahren zunächst vor dem Landgericht Hamburg und später vor dem Oberlandesgericht Hamburg gegen PETA. Das Oberlandesgericht entschied 2022 die Verbreitung der Videos mitsamt den dazugehörigen Texten als rechtmäßig.

#### 2021: Recherchen von ARIWA und Die Zeit
Im Jahr 2021 begleitete Die Zeit Aktivisten bei der Recherche zu den Haltungsbedingungen in den Ställen der Konzerntochter Bio-Geflügelhof Mühlenberg/Dranse GmbH, in denen 2015 bereits Aufnahmen von Animal Equality entstanden waren. Die Zeit berichtete von der Recherche mit Fotomaterial, Animal Rights Watch veröffentlichte Foto- und Videomaterial.
Die Aufnahmen zeigten, wie Tausende von Hennen, von denen viele kahl gepickte Bäuche haben, dicht an dicht auf Metallstangen hocken und einige Hennen sterbend oder bereits tot auf Gittern liegen. ARIWA bezeichnete die Bedingungen als Qualzucht und kritisierte, dass der soziale Dauerstress aufgrund der Enge und der enormen Gruppengröße die Tiere aggressiv mache und sie sich daher gegenseitig verletzten.
Der Betrieb gehört dem ökologischen Anbauverband Verbund Ökohöfe an, einer der 15 Mitgliederverbände des Bundes Ökologische Lebensmittelwirtschaft. Laut ARIWA zeigten die Aufnahmen die Realität hinter der Werbelüge von der „artgerechten Tierhaltung“ bei Bio-Erzeugerverbänden, die Zeit bezeichnete die Haltungsbedingungen als Bruch des Versprechens an die Kundinnen und Kunden.